# Oliváček černohlavý
Oliváček černohlavý (Nesocharis ansorgei) je zpěvný pták z čeledi astrildovití. Vyskytuje se ve východní Africe a není globálně ohrožen.

## Popis a taxonomie
Jde o malého ptáka, který je od špičky zobáku po konec ocasu 10 cm dlouhý. Má černou hlavu a zobák, olivově zelená křídla a záda, konec ocasu je černý. U tohoto druhu je patrná pohlavní dvojtvárnost; zatímco samice má celou spodní část těla a zátylek šedé, samec má na hruď olivově zelenou až žlutozelenou. Zbarvení hrudi u samce odděluje od černého zbarvení hlavy bílý "náhrdelník".
Je monotypický.

## Rozšíření a biotop
Vyskytuje se v západní části Východoafrického riftu, Demokratické republice Kongo, Rwandě, Ugandě, Burundi a severozápadní Tanzanii. Nedávno byly zaznamenány zřejmě přehlížené populace v jihozápadní Konžské republice a severozápadní Angole.
Jako své prostředí preferuje hustou vegetaci v okolí vody nebo okraje lesů. Byl zaznamenán v nadmořských výškách 1000–1900 m. Je stálý.

## Biologie
Je plachý a nenápadný. Pohybuje se obvykle v páru nebo malých skupinkách, ale i samostatně. Hnízdí v období dešťů, partneři po námluvách vybírají společně hnízdní lokalitu. Hnízdí v použitých hnízdech jiných druhů, zejména snovačů. Snáší dvě až tři vejce, která inkubují oba partneři. Je semenožravý, potravu sbírá v různých úrovních vegetace.